# Мбомбела (стадион)
«Мбомбела» (англ. Mbombela Stadium) — многофункциональный стадион в городе Нелспрейт, ЮАР. Один из десяти стадионов, на котором прошли матчи чемпионата мира по футболу 2010 года. Вместимость — 40 929 мест. Длина поля 105 метров а ширина 68 метров.

## Описание
Стадион в Нелспрейте, столице провинции Мпумаланга, построен на открытом участке в шести километрах к северу от центра города и в двенадцати километрах от ближайшего аэропорта. В непосредственной близости находится «Национальный парк Крюгер».
Стадион назван по имени городского района, в котором он расположен. Кроме того, «Мбомбела» на языке Свати означает «множество людей вместе на маленьком пространстве».
Стадион имеет форму закругленного прямоугольника, которая будет обеспечивать наилучший вид на поле с любого из зрительских мест. Трибуны будут накрыты крышей, её опоры задуманы в виде фигур, напоминающих жирафов.
В 2010 году стадион принял на своей арене матчи первого и второго раундов чемпионата мира, а в 2013 — 8 матчей Кубка африканских наций.

## Строительство
Возведение стадиона началось в феврале 2007 года, одним из первых среди остальных построенных к чемпионату мира в ЮАР стадионов.

## Матчи Чемпионата мира по футболу 2010, сыгранные на стадионе
| Дата       | Время (UTC+2) | Команда #1 | Счет | Команда #2     | Раунд    | Зрителей |
| ---------- | ------------- | ---------- | ---- | -------------- | -------- | -------- |
| 2010-06-16 | 13.30         | Гондурас   | 0-1  | Чили           | Группа H | 32,664   |
| 2010-06-20 | 16.00         | Италия     | 1-1  | Новая Зеландия | Группа F | 38,229   |
| 2010-06-23 | 20.30         | Австралия  | 2-1  | Сербия         | Группа D | 37,836   |
| 2010-06-25 | 16.00         | КНДР       | 0-3  | Кот-д’Ивуар    | Группа G | 34,763   |

## Кубок африканских наций 2013
| Дата           | Время (UTC+2) | Команда #1   | Счет            | Команда #2   | Раунд         | Зрителей |
| -------------- | ------------- | ------------ | --------------- | ------------ | ------------- | -------- |
| 21 января 2013 | 17:00         | Замбия       | 1:1             | Эфиопия      | Группа C      | 15,500   |
| 21 января 2013 | 20:00         | Нигерия      | 1:1             | Буркина-Фасо | Группа C      | 13,500   |
| 25 января 2013 | 17:00         | Замбия       | 1:1             | Нигерия      | Группа C      | 25,000   |
| 25 января 2013 | 20:00         | Буркина-Фасо | 4:0             | Эфиопия      | Группа C      | 35,000   |
| 29 января 2013 | 19:00         | Замбия       | 0:0             | Буркина-Фасо | Группа C      | 8,000    |
| 30 января 2013 | 18:30         | Того         | 1:1             | Тунис        | Группа D      | 7,500    |
| 3 февраля 2013 | 18:30         | Буркина-Фасо | 1:0 (доп. вр.)  | Того         | Четвертьфинал | 27,000   |
| 6 февраля 2013 | 18:30         | Буркина-Фасо | 1:1 (3:2, пен.) | Гана         | Полуфинал     | 30,000   |